# Арак – Хомс – Зайзун
Арак – Хомс – Зайзун – трубопровід у Сирії, призначений для постачання природного газу зі центральної частини країни до ряду промислових об’єктів у провінціях Хомс, Хама та Ідліб. 
У середині 1990-х почалась розробка родовищ газопромислового району на схід від Пальміри, для чого в 1995-му ввели в дію газопереробний завод Арак. Для видачі його продукції спорудили трубопровід, що спершу прямує у західному напрямку до міста Хомс (в цьому районі є кілька великих споживачів блакитного палива, наприклад, розташований на околиці провінційної столиці НПЗ та завод мінеральних добрив у Каттіні), після чого довертає на північ, перетинає західну частину провінції Хама (де в 2001-му ввели в експлуатацію ТЕС Ал-Зара) та досягає ТЕС Зайзун (провінція Ідліб).  
Довжина газопроводу, виконаного в діаметрі 600 мм, становить 325 км. Він має робочий тиск у 7,5 МПа та здатен перекачувати біля 2,2 млрд м3 на рік.
Варто відзначити, що до Хомсу траса трубопроводу прямує в одному коридорі з іншими сирійськими газотранспортними системами, як то Омар (спершу з головною гілкою Омар І, а після її повороту на Дамаск – із північною підсистемою Омар ІІ), Джбейсса – Хомс і Табія – Захід, що полегшує маневр ресурсами. При цьому всі вони (крім Табія – Захід) можуть приймати додаткові об’єми блакитного палива від введених в експлуатацію у 2009 – 2010 роках газопереробних заводів Хайян, Ебла (обслуговує родовище Аш-Шаєр) та SMAGP (ГПЗ-1).
Можливо також відзначити, що з 2000 року запрацював інший трубопровід від ГПЗ Арак, що прямує до Алеппо. 